# Pręgi
Pour plus de détails, voir Fiche technique et Distribution.
Pręgi est un film polonais réalisé par Magdalena Piekorz, sorti le 8 octobre 2004 sur les écrans polonais. 
Le film est sélectionné comme entrée polonaise pour l'Oscar du meilleur film en langue étrangère à la 77e cérémonie des Oscars en 2005.

## Fiche technique
- Titre polonais : Pręgi
- Titre anglais : The Welts
- Réalisation : Magdalena Piekorz
- Scénario : Wojciech Kuczok
- Direction artistique :
- Costume : Dorota Roqueplo
- Directeur de la photographie : Marcin Koszałka
- Montage : Wojciech Mrówczynski
- Musique originale : Adrian Konarski
- Son : Michał Żarnecki
- Production :
- Coproduction :
- Sociétés de production :
- Distribution :
- Budget :
- Pays d'origine : Pologne
- Langue : polonais
- Format : Couleur
- Long métrage de fiction - drame
- Durée : 91 minutes
- Dates de sortie : 
  -  Pologne : 8 octobre 2004
  -  France :

## Distribution
- Michał Żebrowski – Wojciech Winkler
- Jan Frycz – Andrzej Winkler
- Borys Szyc – Bartosz, ami de Wojciech
- Agnieszka Grochowska – Tatiana
- Wacław Adamczyk – Wojciech Winkler à 13 ans
- Dorota Kamińska – mère de Tatiana
- Damian Damięcki – père de Tatiana
- Alan Andersz
- Leszek Piskorz
- Jan Peszek
- Tadeusz Bradecki
- Mikołaj Grabowski
- Krystyna Rutkowska-Ulewicz
- Maria Maj
- Joanna Pierzak
- Violetta Arlak
- Marcin Bosak
- Wojciech Mecwaldowski
- Borys Jaźnicki

## Distinctions et récompenses
- Festival du film polonais de Gdynia de 2004
  - Lion d'or
  - Meilleure photographie
  - Meilleurs costumes
  - Meilleure œuvre
  - Meilleur son
- Polskie Nagrody Filmowe
  - Aigle du meilleur acteur dans un second rôle pour Jan Frycz